# حلزون نفیر مطبق
حلزون نفیر مطبق (نام علمی: Nucella lamellosa) نام یک گونه از تیره حلزون‌های خاردار است.